# Tove Nielsen (politiker)
 For alternative betydninger, se Tove Nielsen. (Se også artikler, som begynder med Tove Nielsen)
Tove Nielsen (født 8. april 1941 i Durup) er en dansk politiker og tidligere minister, der har repræsenteret partiet Venstre.
Nielsen indtrådte i Folketinget 31. december 1972 efter folketingsmedlem Henry Christensens død og var medlem til 1973. Hun var folketingsmedlem igen 1975-1977 og 1979-1980 hvor nedlagde sit mandat og blev afløst af Hans Jørgen Holm.
- Undervisningsminister i Regeringen Poul Hartling fra 19. december 1973 til 29. januar 1975. Af onde tunger blandt lærer-fagforeninger og politiske modstandere også kaldt Skive-bremsen.
- Kommandør af Dannebrogordenen, tildelt 13. februar 1975.
- Medlem af Europa-Parlamentet 1979-1994.

## Ekstern kilde/henvisning
HVEM-HVAD-HVOR 1975, Politikens Forlag, København 1974.
|  | Artiklen om politikeren Tove Nielsen (politiker) kan blive bedre, hvis der indsættes et (bedre) billede. Du kan hjælpe ved at afsøge Wikimedia Commons for et passende billede eller uploade et godt billede til Wikimedia Commons iht. de tilladte licenser og indsætte det i artiklen. |